# صروة صينية
صروة صينية أو ذنب الحرذون الصيني هو عشب ينمو في الأماكن المنخفضة الرطبة من جنس الصروة يعلو أكثر من متر مستوطن في الصين والهند واليابان (بما في ذلك جزر ريوكيو ) وكوريا والفلبين وفيتنام. أوراقها خضراء ورقية ومضلعة وغدية كثيفة وبيضاوية إلى بيضوي-مسنن. كل زهرة تشبه ذنب الضب.

## استخدامه في الطب التقليدي
استخدم ذنب الحرذون الصيني لعلاج الالتهاب في حالات متنوعة مثل الاستسقاء والسيلان والربو.